# Vieni all'inferno con me
Vieni all'inferno con me è un singolo promozionale del gruppo musicale italiano Management, pubblicato il 5 maggio 2015 dall'etichetta La Tempesta.
Estratto dal terzo album in studio del gruppo, intitolato I Love You (2015), Vieni all'inferno con me è stato scritto da Luca Romagnoli e composto da Marco Di Nardo, presente anche in veste di produttore insieme a Giulio Ragno Favero, membro del Teatro degli Orrori e One Dimensional Man. Il brano è stato registrato durante l'inverno del 2014 presso il Lignum Studio di Villa del Conte, in provincia di Padova.
Vieni all'inferno con me è accompagnato da un video musicale diretto da Luca Romagnoli, frontman del gruppo, e presentato in anteprima su Fanpage il 4 maggio 2015.